# 11 octombrie
ianuarie • februarie • martie  • aprilie  • mai  • iunie  • iulie  • august  • septembrie  • octombrie  • noiembrie  • decembrie
11 octombrie este a 284-a zi a calendarului gregorian și a 285-a zi în anii bisecți. Mai sunt 81 de zile până la sfârșitul anului.

## Evenimente

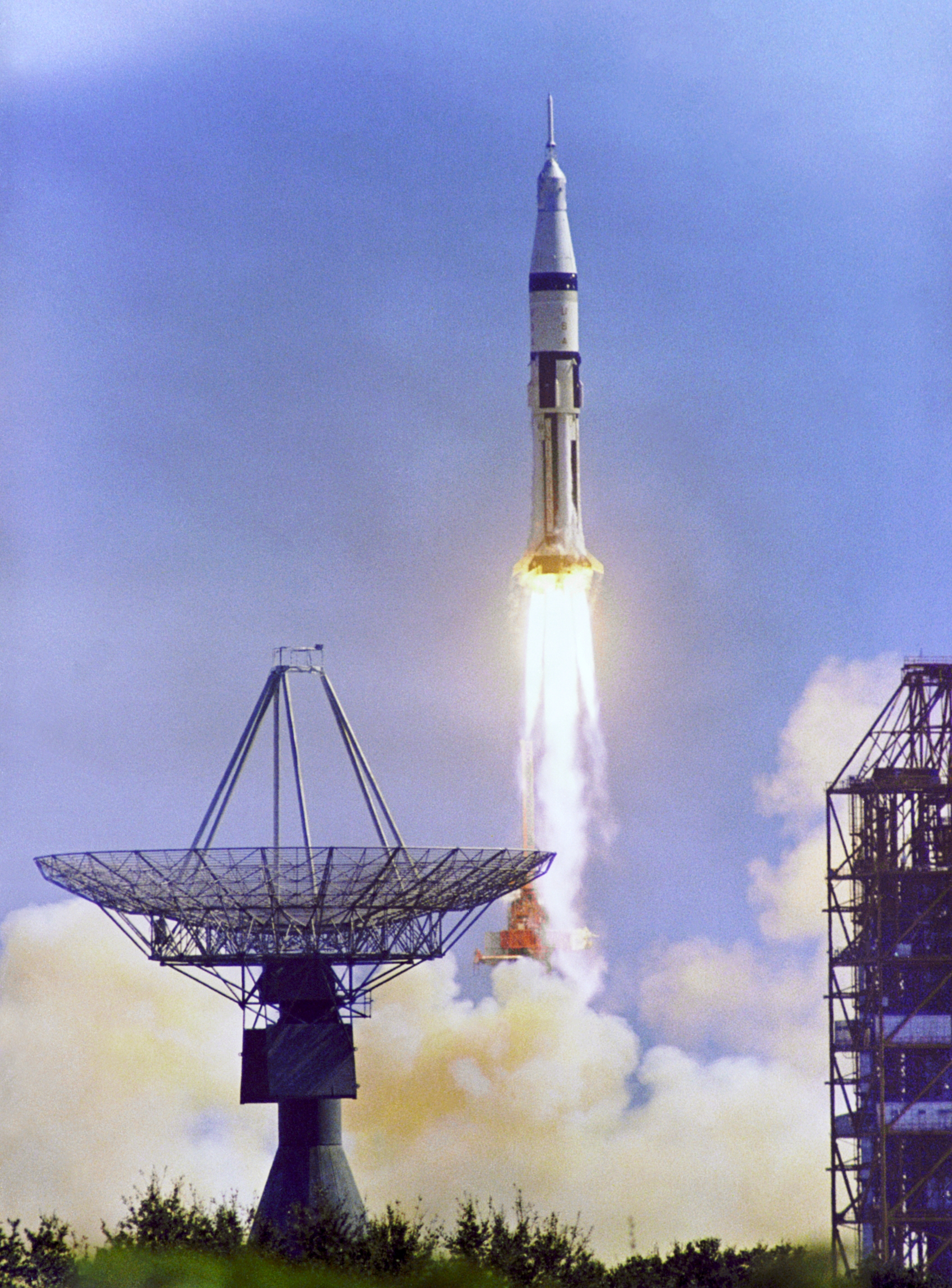
1968: NASA lansează Apollo 7, prima misiune cu oameni la bord.

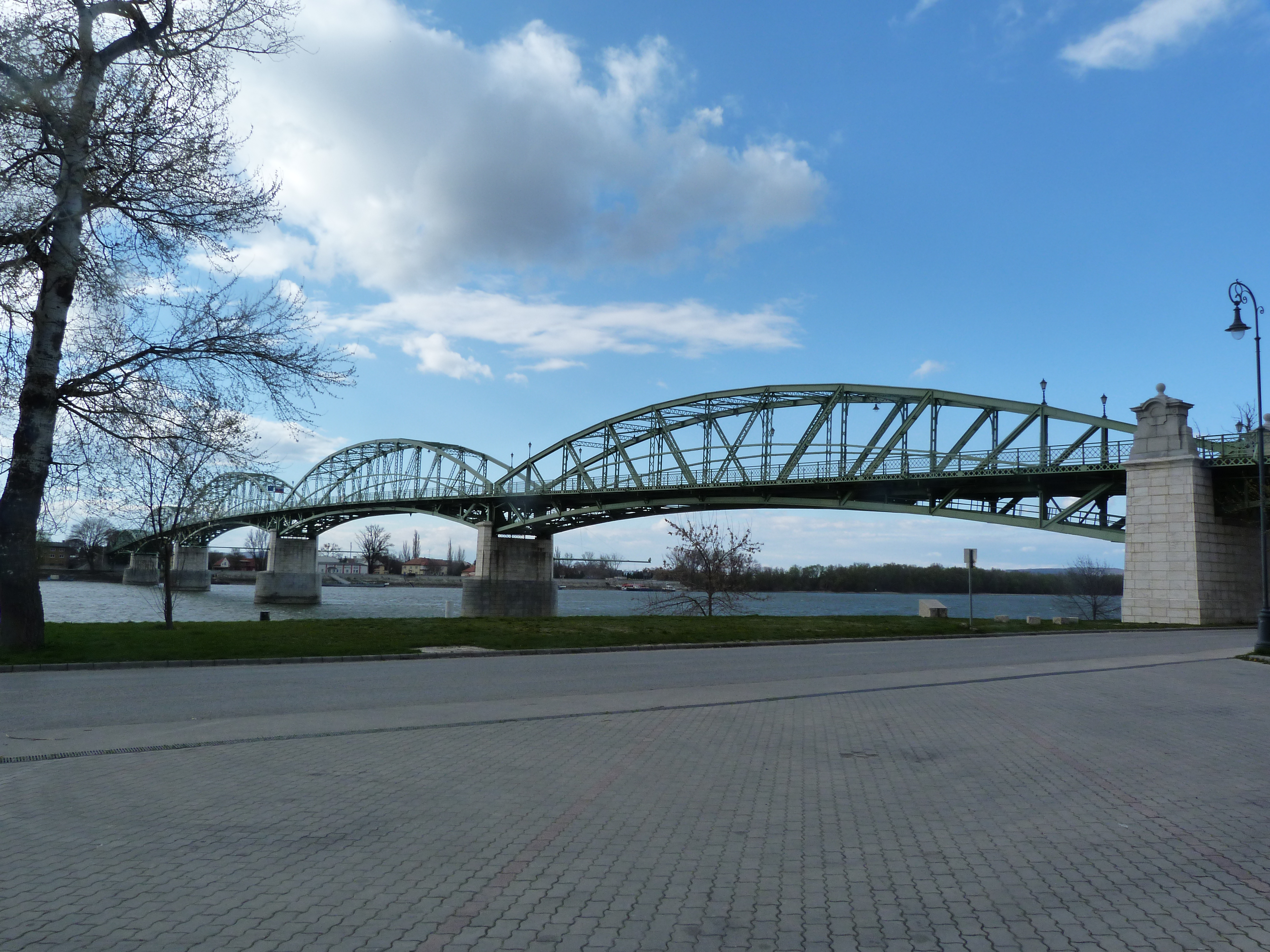
2001: Podul Maria Valeria, care leagă Ungaria de Slovacia, este repus în folosință, după ce a fost distrus în 1944.

- 1138: Orașul Alep din Siria a fost lovit de un puternic cutremur.
- 1593: Mihai Viteazul intră în București și urcă pe tronul Țării Românești, după acceptarea sa de către Poarta Otomană.
- 1673: Hatmanul Jan Sobieski îi învinge pe turci la Hotin.
- 1727: George al II-lea și Caroline de Ansbach sunt încoronați ca regele și regina Marii Britanii.
- 1745: Savantul Ewald Jürgen von Kleist și fizicianul Pieter van Musschenbroek, independent unul de altul, au realizat „butelia de Leyda”, primul condensator electric.
- 1802: Jacques Garnerin brevetează parașuta.
- 1811: Primul vapor care funcționa cu aburi, "Juliana", a devenit operațional.
- 1818: Ioan Gheorghe Caragea, voievod al Țării Românești, părăsește domnia.
- 1850: La Sydney sunt puse bazele celei mai vechi universități din Australia. Corpul didactic era format din trei profesori.
- 1863: Demisia guvernului Nicolae Kretzulescu.
- 1866: Carol I este recunoscut de către Poarta Otomană domn al Principatelor Unite.
- 1899: În actuala Africa de Sud, a izbucnit al doilea război al burilor.
- 1914: Principele Ferdinand, devine rege al României, în urma decesului unchiului său, Regele Carol I.
- 1939: Președintele american, Franklin Delano Roosevelt, a primit o scrisoare din partea lui Albert Einstein, cu privire la amenințarea reprezentată de armele nucleare.
- 1949: Wilhelm Pieck a fost ales primul (și singurul), președinte al RDG-ului.
- 1962: La Roma sunt deschise lucrările Conciliului Vatican II (1962-1965).
- 1963: Cancelarul Konrad Adenauer (CDU), la vârsta de 87 de ani, își prezintă în Bonn demisia președintelui federal Heinrich Lübke (CDU).
- 1968: NASA lansează Apollo 7, prima misiune cu oameni la bord (astronauții: Wally Schirra, Donn F. Eisele și Walter Cunningham).
- 2001: Este dat în folosință Podul Maria Valeria, care leagă orașele Esztergom și Štúrovo peste Dunăre.

## Nașteri
- 1616: Andreas Gryphius, scriitor german (d. 1664)
- 1620: Armand de Bourbon, Prinț de Conti (d. 1666)
- 1648: Gheorghe Rákóczi I, principe al Transilvaniei (n. 1593)
- 1671: Frederick al IV-lea, rege al Danemarcei și al Norvegiei (d. 1730)
- 1675: Samuel Clarke, filosof englez (d. 1729)
- 1753: Prințul Frederic al Danemarcei și Norvegiei (d. 1805)
- 1755: Fausto Elhuyar, chimist spaniol (d. 1833)
- 1758: Heinrich Wilhelm Olbers, fizician și astronom german (d. 1840)

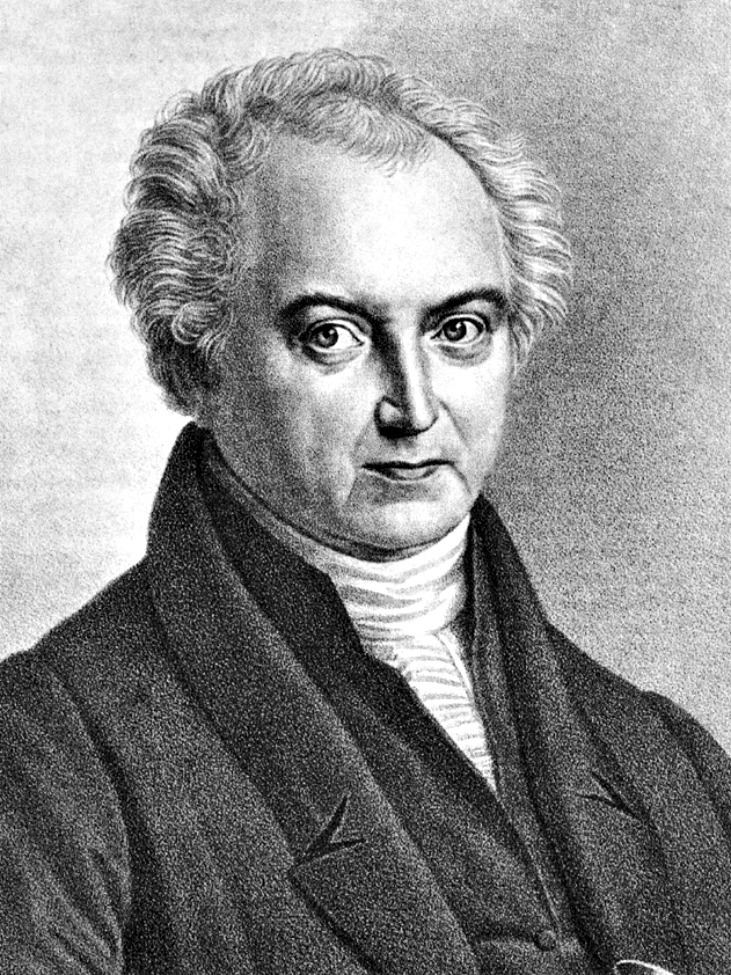
Heinrich Wilhelm Olbers, fizician și astronom german
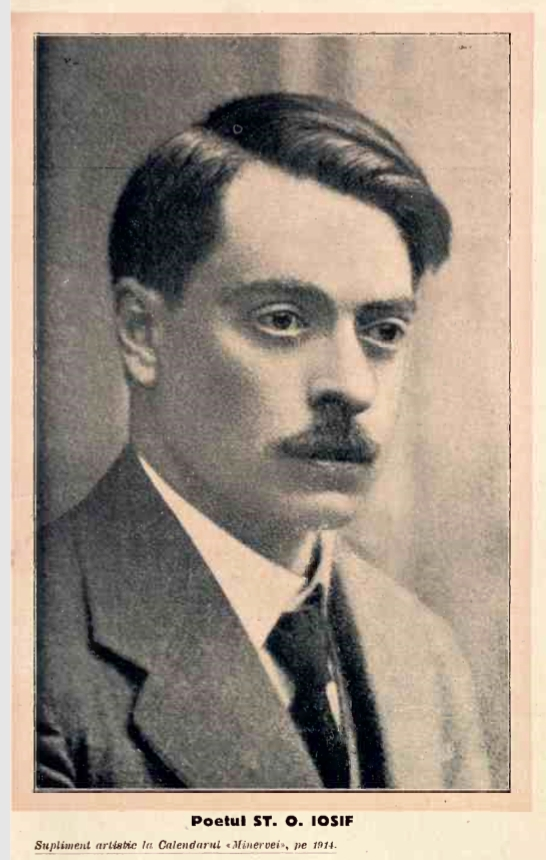
Ștefan Octavian Iosif, poet român
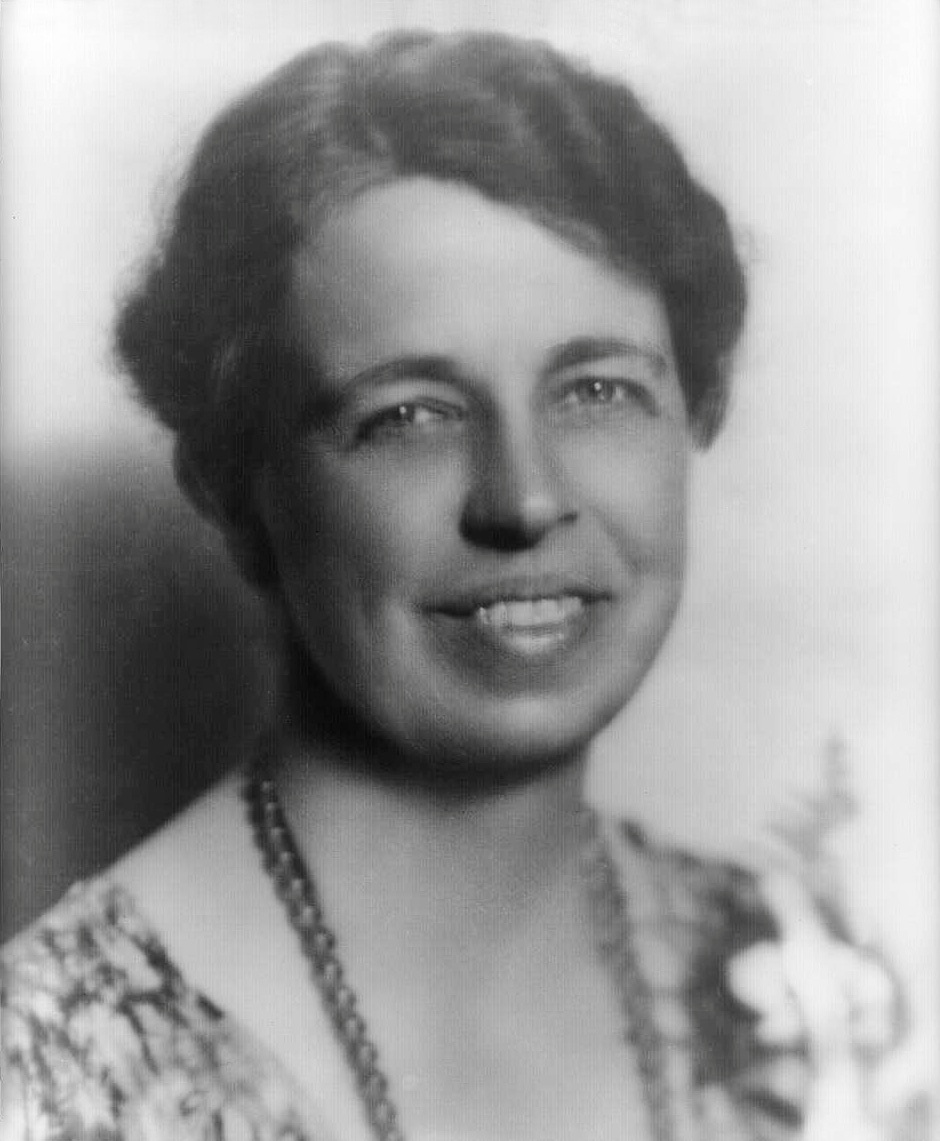
Eleanor Roosevelt, soția președintelui Franklin D. Roosevelt

- 1817: Prințesa Maria de Baden, ducesă Hamilton și Brandon (d. 1888)
- 1823: Edward de Saxa-Weimar-Eisenach, ofițer militar britanic și prinț de origine germană (d. 1902)
- 1825: Conrad Ferdinand Meyer, poet elvețian (d. 1898)
- 1825: Hermann Wendland, botanist și grădinar german (d. 1903)
- 1849: Carl Wolff, economist și politician sas din Transilvania (d. 1929)
- 1875: Ștefan Octavian Iosif, poet român (d. 1913)
- 1879: Prințesa Marie Louise de Hanovra, Prințesă de Baden (d. 1948)
- 1884: Eleanor Roosevelt, Prima Doamnă a Statelor Unite ale Americii, soția președintelui Franklin D. Roosevelt, diplomată și activistă pentru drepturile omului (d. 1962)
- 1884: Friedrich Bergius, chimist german, laureat al Premiului Nobel (d. 1949)
- 1885: François Mauriac, scriitor francez, laureat al Premiului Nobel (d. 1970)
- 1908: Alexandru Sahia, scriitor și publicist român (d. 1937)
- 1910: Cahit Arf, matematician turc (d. 1997)
- 1911: Ion Dacian, tenor român (d. 1981)

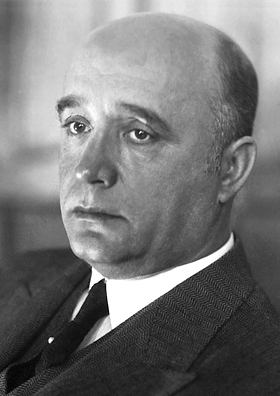
Friedrich Bergius, chimist german, laureat Nobel
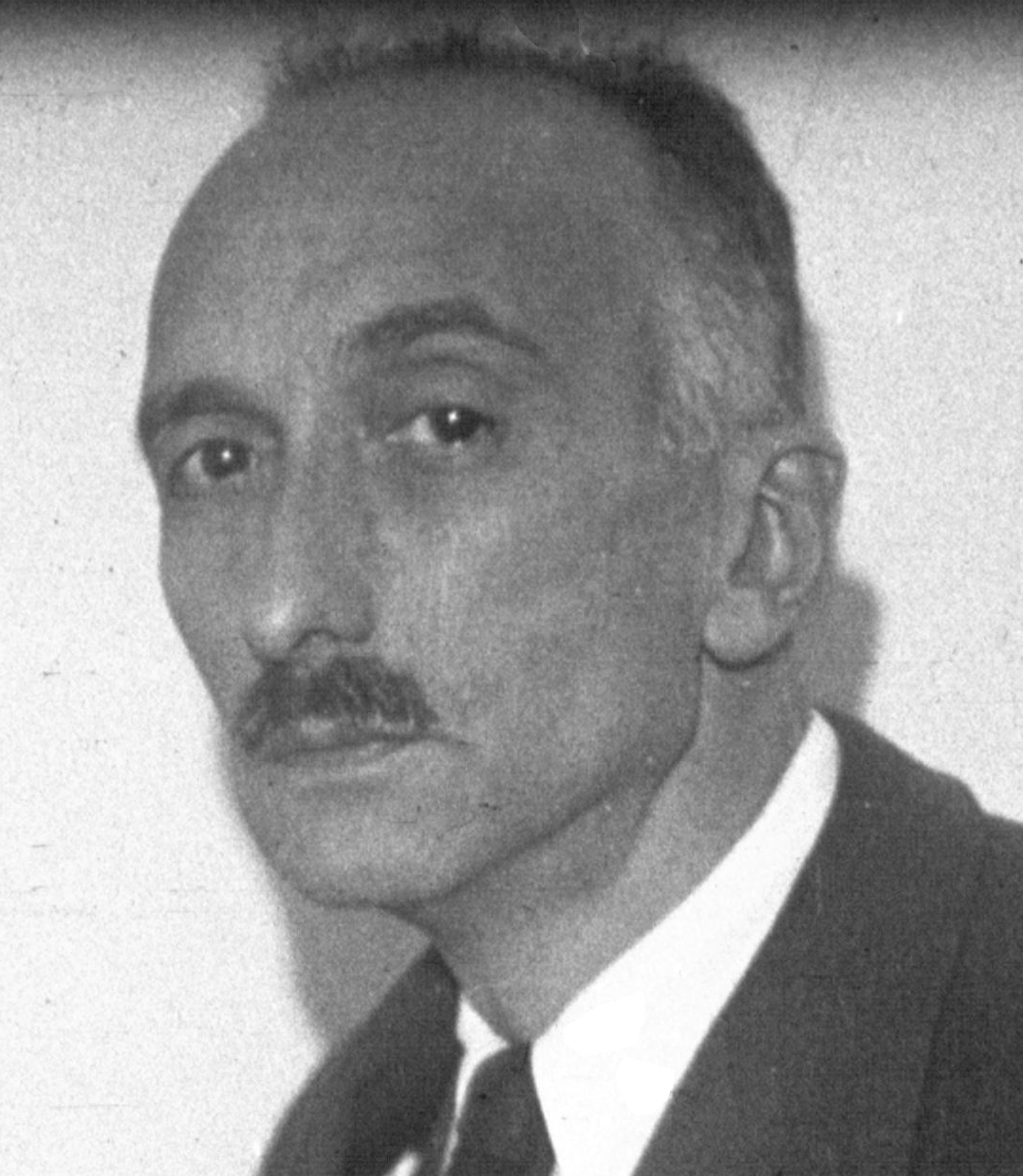
François Mauriac, scriitor francez, laureat Nobel
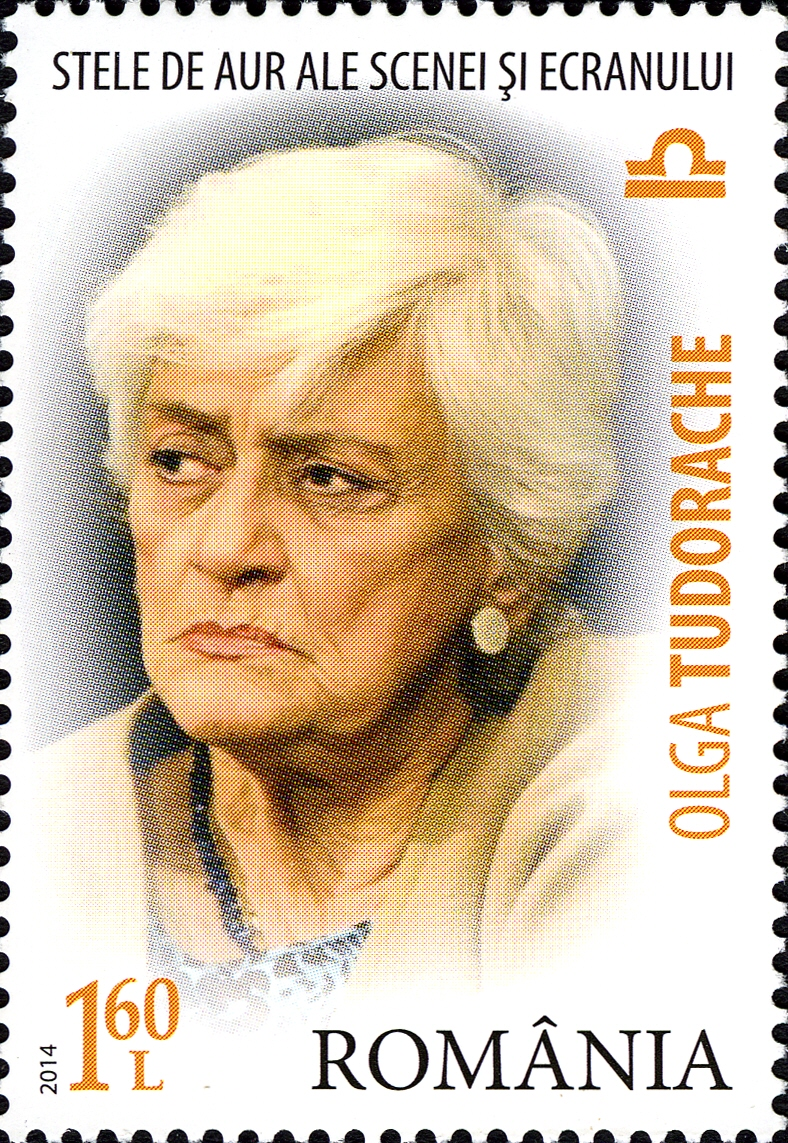
Olga Tudorache, actriță română

- 1927: Prințesa Joséphine-Charlotte a Belgiei, soția Marelui Duce de Luxembourg, Jean (d. 2005)
- 1928: Alfonso de Portago, pilot spaniol (d. 1957)
- 1929: Olga Tudorache, actriță română de teatru și film (d. 2017)
- 1932: Dana Scott, matematician american, informatician și filozof
- 1937: Bobby Charlton, fotbalist englez (d. 2023)
- 1938: Dan Pița, regizor și scenarist român
- 1946: Sawao Kato, atlet japonez
- 1947: Lucas Papademos, economist și politician grec, prim-ministru al Greciei
- 1953: David Morse, actor american
- 1955: Ionel Augustin, fotbalist român
- 1956: Catrinel Dumitrescu, actriță română de teatru și film

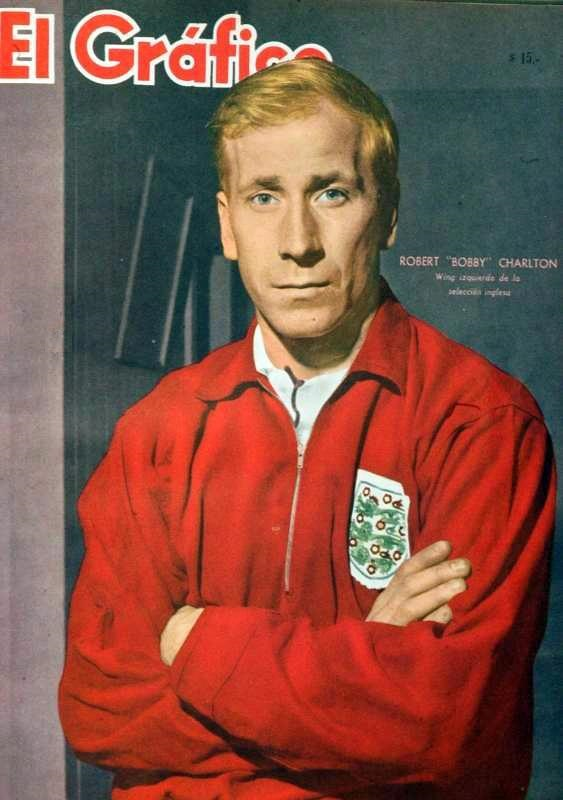
Bobby Charlton, fotbalist englez
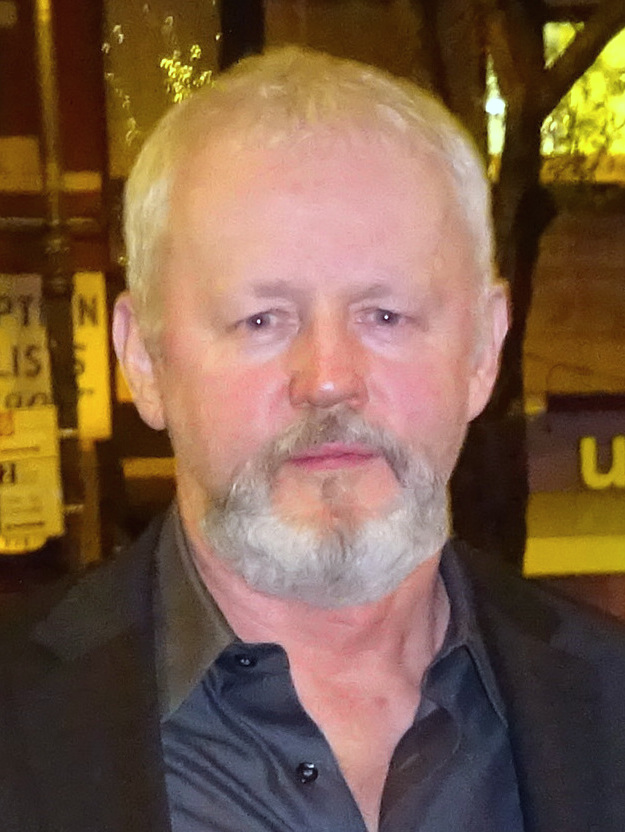
David Morse, actor american
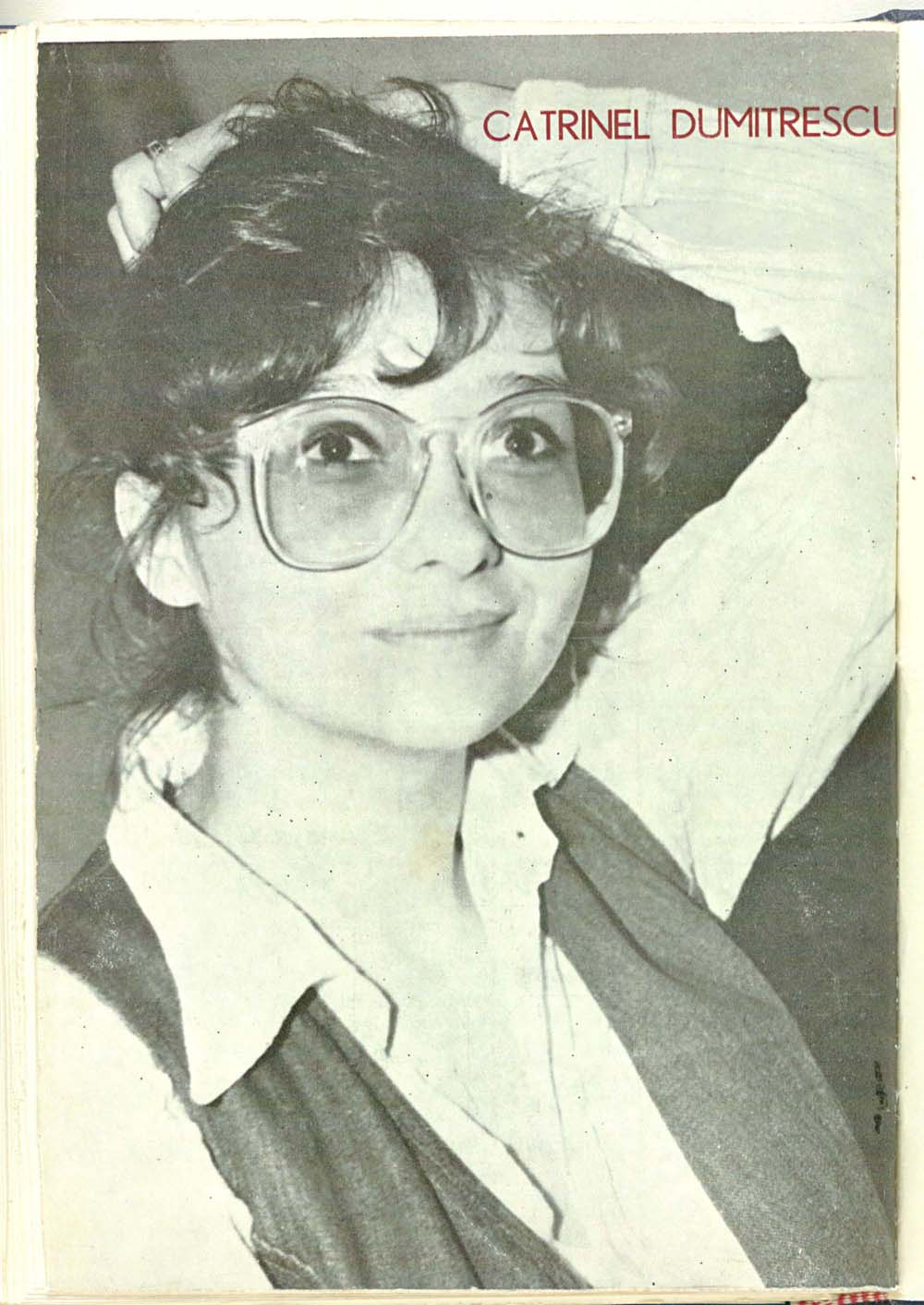
Catrinel Dumitrescu, actriță română

- 1956: Nicolae Ungureanu, fotbalist român
- 1968: Claudiu Săftoiu, jurnalist român
- 1968: Halla Tómasdóttir, femeie de afaceri și politiciană islandeză, președinte al Islandei
- 1970: U-God, rapper american
- 1974: Valerie Niehaus, actriță germană
- 1979: Bae Doona, actriță sud-coreeană
- 1980: Rui Duarte, fotbalist portughez
- 1982: Mauricio Victorino, fotbalist uruguayan
- 1983: Ruslan Ponomariov, șahist ucrainean
- 1985: Margaret Berger, cântăreață norvegiană
- 1985: Erica Dasher, actriță americană
- 1992: Cardi B, cântăreață americană

## Decese
- 1303: Papa Bonifaciu al VIII-lea (n. c. 1235)
- 1347: Ludovic al IV-lea, Împărat al Sfântului Imperiu Roman (n. 1282)
- 1424: Jan Žižka, unul dintre conducătorii Războaielor Husite (n. 1360)
- 1665: César de Bourbon, duce de Vendôme, fiu nelegitim al regelui Henric al IV-lea al Franței (n. 1594)
- 1705: Guillaume Amontons, fizician francez (n. 1663)
- 1778: Françoise Duparc, pictoriță spaniolă (n. 1726)
- 1809: Meriwether Lewis, explorator american (n. 1774)
- 1824: Prințesa Maria Ana de Savoia (n. 1757)
- 1850: Louise-Marie a Franței, soția regelui Leopold I al Belgiei (n. 1812)
- 1889: James Prescott Joule, fizician britanic (n. 1818)
- 1896: Anton Bruckner, compozitor austriac (n. 1824)

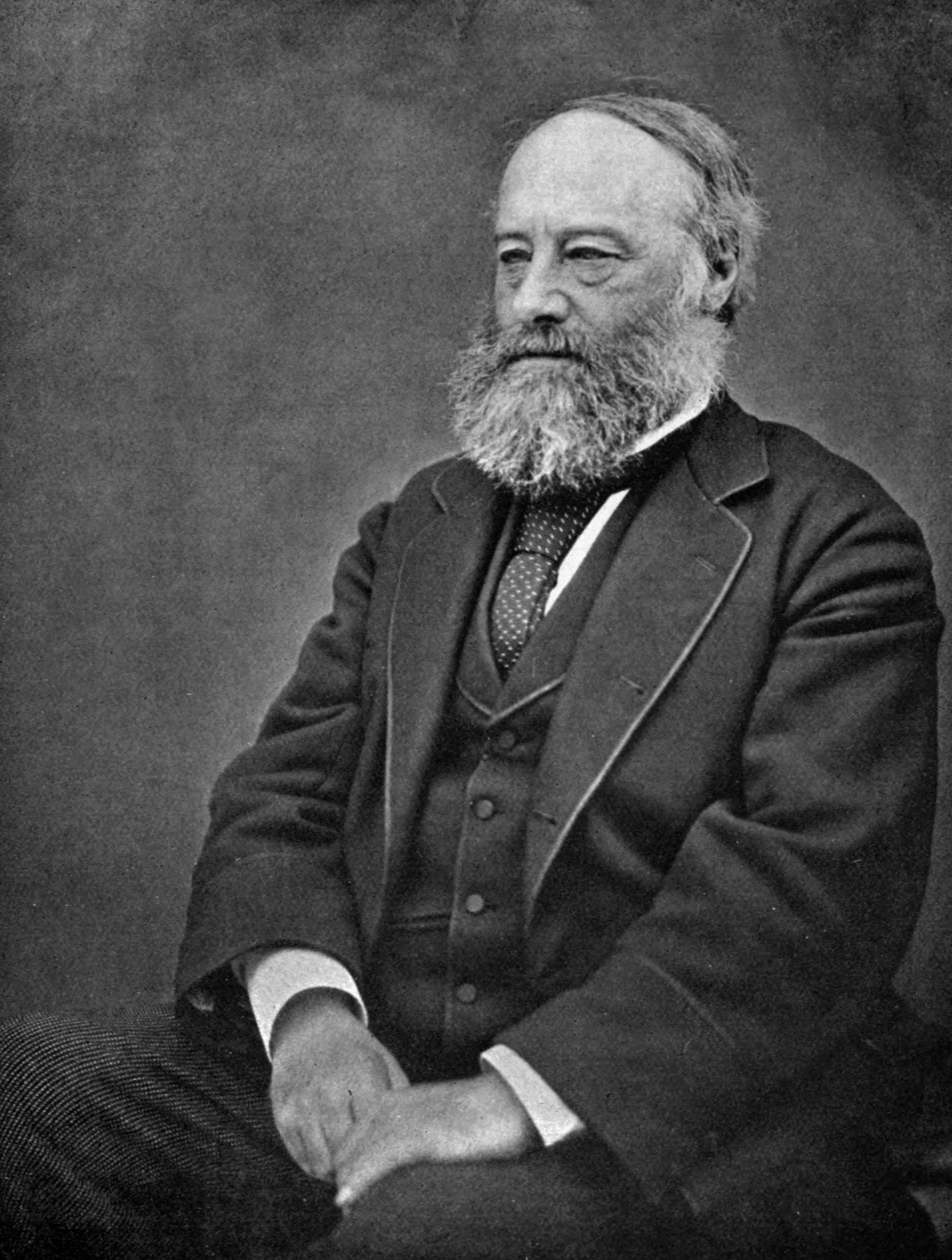
James Prescott Joule, fizician britanic
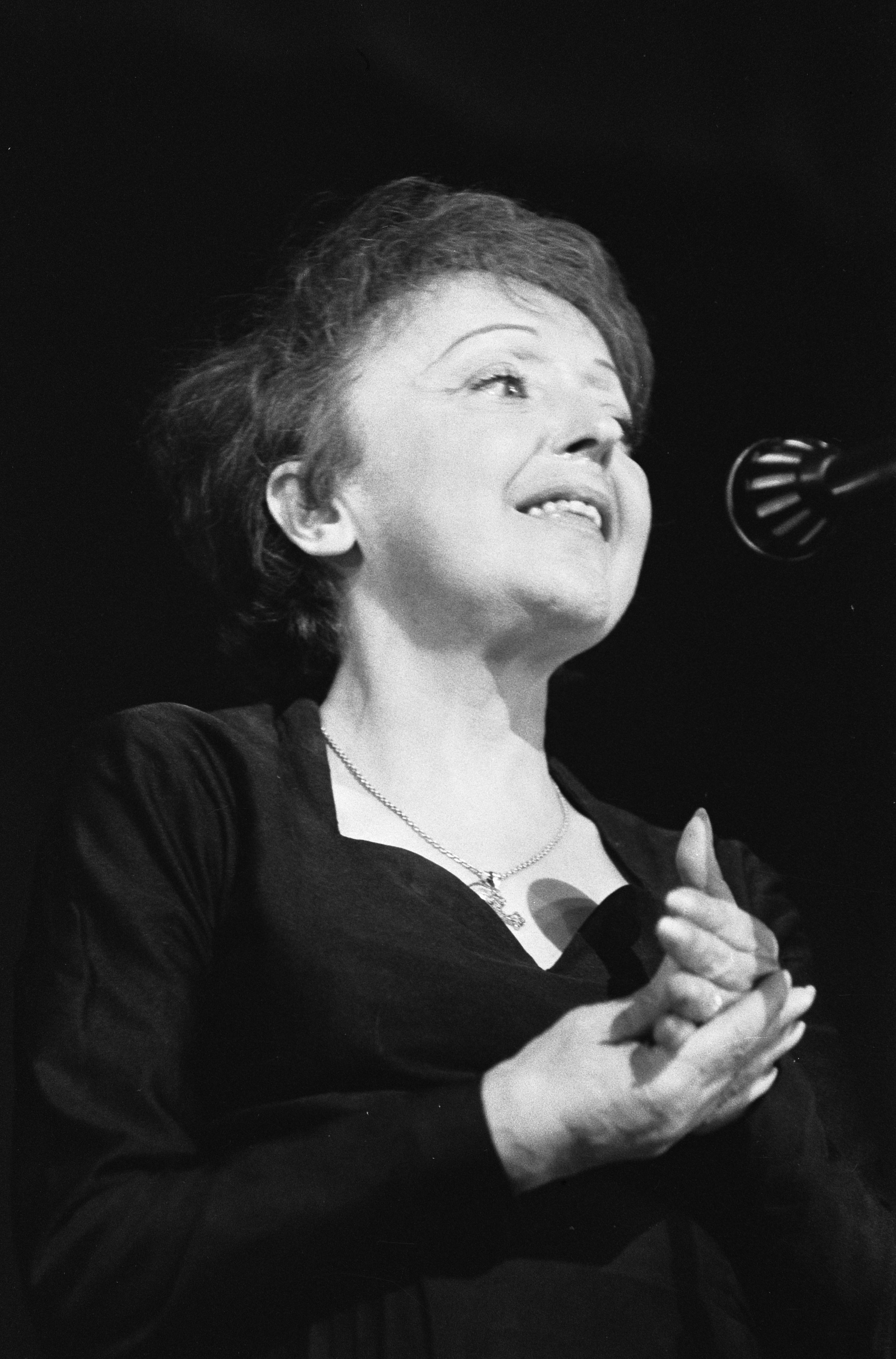
Edith Piaf, cântăreață franceză
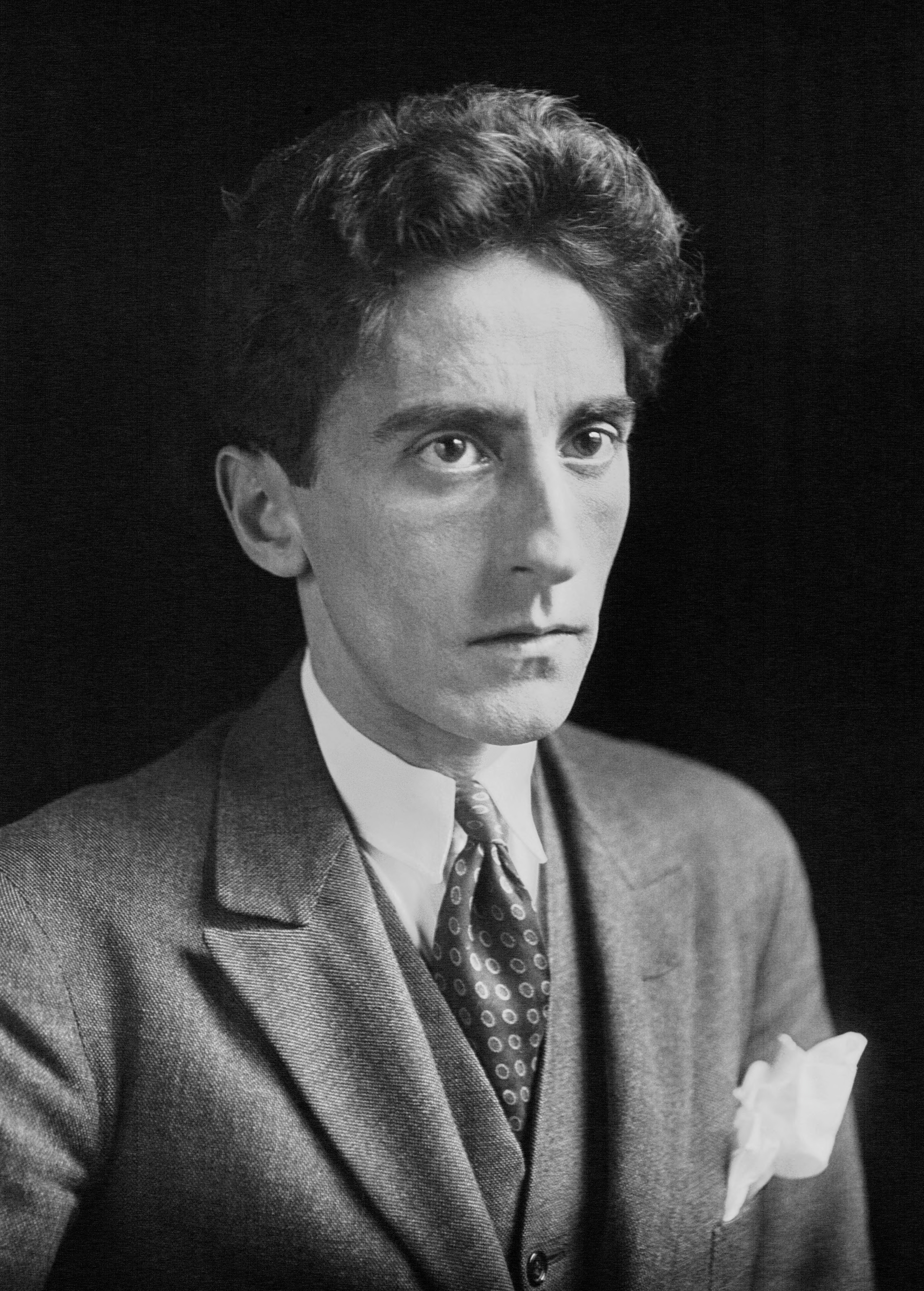
Jean Cocteau, scriitor francez

- 1917: Ducele Filip de Württemberg (n. 1838)
- 1922: Prințul August Leopold de Saxa-Coburg-Kohary (n. 1867)
- 1927: Miguel Januário de Bragança, fiul regelui Miguel I al Portugaliei (n. 1853)
- 1945: Scarlat Demetrescu, profesor, scriitor român (n. 1872)
- 1950: Thierry Sandre, scriitor francez, câștigător al Premiului Goncourt în 1924 (n. 1878)
- 1953: James Earle Fraser, sculptor american (n. 1876)
- 1961: Prințesa Dagmar a Danemarcei  (n. 1890)
- 1963: Jean Cocteau, scriitor francez (n. 1889)
- 2005: Emil Iordache, scriitor, traducător - rusa (n. 1956)
- 2008: Via Artmane, actriță sovietică letonă (n. 1929)
- 2008: Jörg Haider, politician austriac (n. 1950)
- 2011: Ion Diaconescu, om politic român (n. 1917)
- 2019: Aleksei Leonov, cosmonaut rus (n. 1934)
- 2021: Ion Gheorghe, poet român (n. 1935)
- 2022: Doru Ana, actor român  (n. 1954)
- 2022: Angela Lansbury, actriță britanică (n. 1925)

## Sărbători
- Coming Out Day (din 1988)